# Arielulus circumdatus
Arielulus circumdatus — вид ссавців родини лиликових. 

## Проживання, поведінка
Країни проживання: Камбоджа, Китай, Індія, Індонезія, Малайзія, М'янма, Непал, Таїланд, В'єтнам. Вид був записаний від 1300 до 2100 м над рівнем моря у гірських і середньогірських лісах. 